# Крючевка
Крючевка (баш. Крючевка) — деревня в Уфимском районе Республики Башкортостан Российской Федерации. Входит в состав Русско-Юрмашского сельсовета.

## География

### Географическое положение
Расстояние до:
- районного центра (Уфа): 33 км,
- центра сельсовета (Русский Юрмаш): 2 км,
- ближайшей ж/д станции (Юрмаш): 4 км.

## Население
| 2002 | 2009 | 2010 |
| ---- | ---- | ---- |
| 12   | →12  | ↘11  |

Национальный состав
Согласно переписи 2002 года, преобладающая национальность — русские (100 %).